# Église Sainte-Madeleine de Tournus
Pour les articles homonymes, voir Église Sainte-Madeleine.
L’église Sainte-Madeleine est une église romane située à Tournus, dans le département français de Saône-et-Loire et la région Bourgogne.
Elle a fait l’objet d’une protection au titre des monuments historiques.

## Histoire
L'église Sainte-Madeleine a été construire au centre de l'ancienne ville romane de Tournus   alors qu'à l'époque la grande Abbaye Saint-Philibert se trouvait hors les murs.
Elle a été consacrée en 1148 par l'évêque de Chalon ,. À cette époque, elle était dédiée à Sainte-Marie-du-Châtel.
En 1562, elle est pillée par les Huguenots ,. À la Révolution, elle est fermée en 1791, puis transformée en entrepôt à sel et à fourrages en 1793 ,. Sous le Directoire, elle est menacée de démolition .
Rendue à l'usage du culte, les autorités envisagent de la déconsacrer entre 1806 et 1809 ,. Cependant son statut d'église se maintient. En 1904, lors des conflits précédent la Loi de séparation des Églises et de l'État, des émeutiers la saccagent complètement  ,.
L'église fait l'objet d'une inscription au titre des monuments historiques par arrêté du 28 février 1927 .
Compte tenu de son mauvais état, l'église, lieu de culte, a été fermée par décision administrative (arrêté municipal) en janvier 2021. Le 24 novembre de la même année, à l'initiative du père Dominique Oudot, recteur de l'abbatiale Saint-Philibert, une Association pour le patrimoine religieux de Tournus (siège à la paroisse) a été créée, avec pour objectif d'apporter un soutien financier à la commune de Tournus en vue de la restauration des trois monuments religieux implanté ssur le territoire de la ville, qui sont, outre l'église Sainte-Madeleine, l'abbatiale romane et l'église Saint-Laurent.

## Architecture

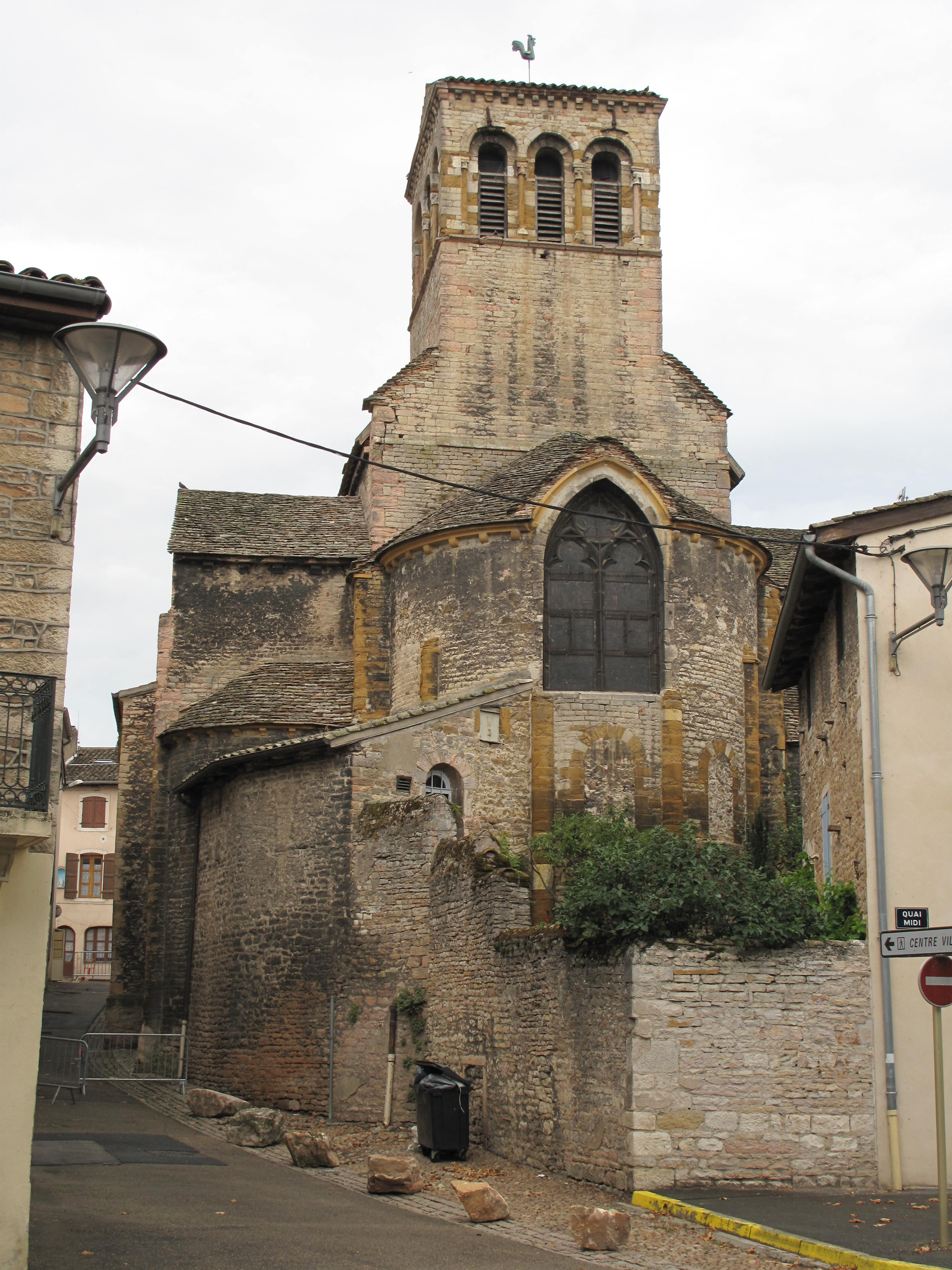
L'église vue depuis le quai de la Saône.

L'architecture de l'église est simple : une nef, avec deux bas-côtés de 5 travées séparées de la nef par des piliers cruciformes . Il n'y a pas de transept visible. En raison de la construction de l'église sur la rue Désiré Mathivet, le porche ouvre sur le ouest-sud-ouest.
Le portail d'entrée est de style roman bourguignon du XIIe siècle. Il est décoré de six colonnettes différentes par l'ornementation, notamment pour leurs chapiteaux.
La porte elle-même est en chêne sculpté. Elle date de l'époque Louis XV et a été installée par le cardinal de Fleury.
À gauche de l'entrée, se trouve une chapelle avec des fonts baptismaux.
Le maître autel est taillé en pierre de Préty qui imite le marbre. Il porte une inscription mentionnant Claude Pageault comme donateur en 1770.
La chapelle de l'abside nord, dédiée à la Vierge, contient une statue de Vierge à l'Enfant en bois doré du XVIIIe siècle.
La chapelle Sainte-Madeleine au sud est plus riche avec au plafond des caissons de style renaissance. Elle contient une statue de Sainte-Madeleine en bois doré du XVIIIe siècle, ainsi que les armes de deux familles de donateurs : Lapiatz et Verjus.
Les vitraux ont été placés après l'explosion du pont sur la Saône en 1944. Ils datent de 1947 et représentent l'évêque Saint-Nicolas, patron des mariniers et l'évangéliste saint Matthieu, patron des tonneliers.
À l'origine, le clocher possédait une flèche, mais un violent orage l'a abattue en 1557. Depuis, il est couvert d'une batière, c'est-à-dire un toit à deux pentes ,. Ce clocher abrite deux cloches fondues en 1862, l'une en bronze (œuvre de Gédéon Morel à Lyon), l'autre en acier (provenant des Aciéries d’Unieux).